# Дюла Карої
Дю́ла Ка́рої (угор. Károlyi Gyula; 7 травня 1871, Австро-Угорщина — 23 квітня 1947, Будапешт) — угорський політик, прем'єр-міністр Королівства Угорщини в 1931–1932 рр.

## Біографія
Народився в аристократичній родині Карої, його батьком був спікером Палати магнатів. Навчався на юридичному факультеті Будапештського університету, а також в університетах Берліна і Бонна. Після завершення навчання деякий час засідав в Палаті магнатів, а потім зайнявся сільським господарством в сімейних володіннях в комітаті Арад. Після початку Першої світової війни пішов на фронт і був лейтенантом угорських гусарів.
У 1918 Угорщина була проголошена республікою і вийшла з війни. Першим її президентом став двоюрідний брат Дюли — Міхай Карої. У травні 1919 Арад окупували румунські війська. Карої і частина його міністрів були інтерновані, а по виході на волю перебралися в Сегед.
У травні-липні 1919 Дюла Карої був прем'єр-міністром альтернативного уряду. У 1920-ті Карої тимчасово відійшов від політики і займався сільським господарством на північному сході Угорщини — в комітатах Саболч і Сатмар. У 1927 став членом відновленої роком раніше Палати магнатів.
Новий етап державної кар'єри Карої був пов'язаний з Великою депресією, яка важко відбилася на економіці країни. У 1930-1931 роках Карої був міністром закордонних справ в кабінеті Іштвана Бетлена і в тому ж 1931 завітав з офіційним візитом в Італію, вів переговори з Беніто Муссоліні. У серпні 1931 Бетлен пішов у відставку, і Міклош Горті призначив Карої новим прем'єр-міністром.
Прагнучи стабілізувати фінансове становище країни, Карої пішов на скорочення державних витрат (були знижені витрати на соціальне страхування та зарплати держслужбовцям) і збільшення податків. Тим часом, в 1932 безробіття становило 60 % серед промислових і сільськогосподарських робітників, а ситуація в економіці залишалася важкою. У вересні 1932 він пішов у відставку.
Згодом Карої практично пішов з великої політики. У 1936 був призначений таємним радником. У роки Другої світової війни Дюла Карої підтримував політичну лінію Міклоша Каллаї. 
Помер в 1947 в Будапешті.